# Finale de la Coupe des clubs champions africains 1989
La finale de la coupe des clubs champions africains 1989 est un match de football disputé en aller-retour, opposant l'équipe marocaine du Raja Club Athletic de Casablanca à l'équipe algérienne du Mouloudia Club d'Oran. Les rencontres sont jouées le 3 décembre 1989 au Stade Mohammed-V à Casablanca, puis le 15 décembre 1989 au Stade du 19-Juin à Oran. La coupe est remportée par la Raja Casablanca aux tirs au but 4 - 2 après s'être neutralisés 1 - 1 sur l'ensemble des deux matchs.

## Parcours des finalistes
Note : dans les résultats ci-dessous, le score du finaliste est toujours donné en premier (D : domicile ; E : extérieur).
| Raja Casablanca        | Raja Casablanca | Raja Casablanca | Raja Casablanca |                     | MC Oran            | MC Oran | MC Oran   | MC Oran   |
| ---------------------- | --------------- | --------------- | --------------- | ------------------- | ------------------ | ------- | --------- | --------- |
| Adversaire             | Total           | Aller           | Retour          | Tour                | Adversaire         | Total   | Aller     | Retour    |
| ASC Jeanne d'Arc       | 2 - 1           | 2 - 0 (D)       | 0 - 1 (E)       | Seizièmes de finale | Al-Ittihad Tripoli | Forfait | —         | —         |
| JAC Port-Gentil        | 1 - 1E          | 0 - 0 (D)       | 1 - 1 (E)       | Huitièmes de finale | ES Tunis           | 5 - 4   | 2 - 3 (E) | 3 - 1 (D) |
| Inter Club Brazzaville | 2 - 1           | 2 - 0 (D)       | 0 - 1 (E)       | Quarts de finale    | Al-Mourada         | 4 - 1   | 0 - 1 (E) | 4 - 0 (D) |
| Tonnerre Yaoundé       | 4 - 2           | 2 - 0 (D)       | 2 - 2 (E)       | Demi-finales        | Nkana Red Devils   | 5 - 3   | 0 - 1 (E) | 5 - 2 (D) |

## Match aller
Le match aller s'est déroulé dans des conditions climatiques pluvieuses ce qui a induit à un terrain lourd, malgré cela le match était ben engagé avec une domination du Mouloudia d'Oran sur le terrain de Casablanca avec ses joueurs stars tels que Lakhdar Belloumi, Karim Maroc ou Tahar Chérif El-Ouazzani. Mais le fait marquant de cette finale est le but controversé marqué par le joueur sénégalais du Raja, Salif Diagne et accordé par l'arbitre sénégalais Badara Sène, ce qui a provoqué un arrêt de jeu de plusieurs minutes à la suite de contestations du MC Oran qui mentionnaient que la balle n'avait pas franchi la ligne de but. Le match se termina ainsi sur ce score serré.
| Finale aller                  | Raja Casablanca | 1 – 0   | MC Oran | Stade Mohammed V, Casablanca                 |                                              |
| 3 décembre 1989 17:00 (UTC+0) | Diagne 50e      | (0 - 0) |         | Spectateurs : 50 000 Arbitrage : Badara Sène | Spectateurs : 50 000 Arbitrage : Badara Sène |
| 3 décembre 1989 17:00 (UTC+0) | (Rapport)       |         |         | Spectateurs : 50 000 Arbitrage : Badara Sène | Spectateurs : 50 000 Arbitrage : Badara Sène |

| Raja Casablanca |  | MC Oran |

| Gardien de but | 1             | Said Ait Salah         |     |     |  |
|                | 2             | Abdelghani Zerraf      |     |     |  |
|                | 3             | Khalid Moussalik       |     |     |  |
|                | 4             | Mohamed Madih          |     |     |  |
|                | 5             | Hassan Mouahid         |     |     |  |
|                | 6             | Said Seddiki (c)       | 82e |     |  |
|                | 8             | Mustapha Khalif        |     |     |  |
|                | 9             | Salif Diagne           |     |     |  |
|                | 10            | Fawzi Kadmiri          |     |     |  |
|                | 11            | Abderrahim Hamraoui    |     | 45e |  |
|                | 15            | Mustapha Souhil        |     |     |  |
| Remplaçants :  |               |                        |     |     |  |
| Gardien de but | 12            | Hassan Mandoun         |     |     |  |
|                | 13            | Abdeljalil El-Bouchari |     |     |  |
|                | 14            | Bouazza Ould Mou       |     | 45e |  |
|                | 16            | Rachid Jabri           |     |     |  |
| Entraîneur :   |               |                        |     |     |  |
|                | Rabah Saâdane |                        |     |     |  |

| Gardien de but       | 1                    | Baroudi Berkane-Krachaï  |     |     |  |
|                      | 2                    | Tayeb Foussi             |     |     |  |
|                      | 3                    | Arezki Lebbah            |     |     |  |
|                      | 4                    | Ouanes Mechkour          |     |     |  |
|                      | 5                    | Ali Benhalima            | 79e |     |  |
|                      | 6                    | Tahar Cherif El-Ouazzani |     |     |  |
|                      | 7                    | Bachir Mecheri           |     |     |  |
|                      | 8                    | Benyagoub Sebbah         | 9e  | 75e |  |
|                      | 9                    | Boutkhil Benyoucef       |     |     |  |
|                      | 10                   | Lakhdar Belloumi (c)     |     |     |  |
|                      | 11                   | Mourad Meziane           |     | 46e |  |
| Remplaçants :        |                      |                          |     |     |  |
|                      | 12                   | Redouane Arif            |     |     |  |
|                      | 13                   | Larbi Larbi              | 79e | 75e |  |
|                      | 14                   | Abdelhafid Bouresla      |     |     |  |
|                      | 15                   | Abdelkader Belhadef      |     |     |  |
| Gardien de but       | 16                   | Nacer Benchiha           |     |     |  |
| Entraîneur :         |                      |                          |     |     |  |
|                      | Abdelkader Maatallah |                          |     |     |  |
| Directeur Technique: |                      |                          |     |     |  |
|                      | Amar Rouaï           |                          |     |     |  |

## Match retour
Alors que le Mouloudia a joué tout ces matchs précédents de la compétition au Stade Habib Bouakeul, le match retour s'est joué dans la grande enceinte d'Oran, le Stade du 19 Juin (actuellement Stade Ahmed Zabana) après sa fin de rénovation et la reconversion de son terrain en gazon naturel. Mais à la surprise générale, le terrain du stade était en piteuse état, ce qui a gêné le Mouloudia d'Oran à produire son jeu collectif technique et offensif et en face une équipe qui a bien défendu et a sue garder le but encaissé sur penalty en première mis-temps par le talentueux milieu tournant de l'équipe Benyagoub Sebbah à la suite d'une faute sur Lakhdar Belloumi dans la surface de réparation. Le match se termina avec un score donnant une égalité parfaite sur l'ensemble des deux matchs. Le règlement de CAF ne permettant pas de disputer les prolongations, les deux équipes passent aux tirs au but qui voit le Raja Casablanca remporter ces tirs 4 à 2 et gagner ainsi le titre de champion d'Afrique des clubs champions pour la première fois de son histoire.
| Finale retour                  | MC Oran                           | 1 – 0             | Raja Casablanca                   | Stade du 19 Juin, Oran                         |                                                |
| 15 décembre 1989 16:00 (UTC+1) | Sebbah 43e (pen.)                 | (1 - 0)           |                                   | Spectateurs : 45 000 Arbitrage : Mohamed Hafez | Spectateurs : 45 000 Arbitrage : Mohamed Hafez |
| 15 décembre 1989 16:00 (UTC+1) | (Rapport)                         |                   |                                   | Spectateurs : 45 000 Arbitrage : Mohamed Hafez | Spectateurs : 45 000 Arbitrage : Mohamed Hafez |
| 15 décembre 1989 16:00 (UTC+1) | Sebbah · Benhalima · Maroc · Bott | Tirs au but 2 - 4 | Diagne · Khalif · Kadmiri · Madih | Spectateurs : 45 000 Arbitrage : Mohamed Hafez | Spectateurs : 45 000 Arbitrage : Mohamed Hafez |

| MC Oran |  | Raja Casablanca |

| Gardien de but       | 1                    | Baroudi Berkane-Krachaï  |        |     |  |
|                      | 2                    | Tayeb Foussi             |        |     |  |
|                      | 3                    | Arezki Lebbah            |        | 50e |  |
|                      | 4                    | Ouanes Mechkour          | Averti |     |  |
|                      | 5                    | Ali Benhalima            |        |     |  |
|                      | 6                    | Tahar Cherif El-Ouazzani |        |     |  |
|                      | 7                    | Bachir Mecheri           |        |     |  |
|                      | 8                    | Benyagoub Sebbah         | Averti |     |  |
|                      | 10                   | Lakhdar Belloumi (c)     |        |     |  |
|                      | 11                   | Mourad Meziane           |        | 81e |  |
|                      |                      | Karim Maroc              |        |     |  |
| Remplaçants :        |                      |                          |        |     |  |
|                      | 9                    | Boutkhil Benyoucef       |        |     |  |
|                      | 12                   | Redouane Arif            |        |     |  |
|                      | 13                   | Larbi Larbi              |        | 81e |  |
|                      | 14                   | Abdelhafid Bouresla      |        |     |  |
|                      | 15                   | Abdelkader Belhadef      |        |     |  |
| Gardien de but       | 16                   | Nacer Benchiha           |        |     |  |
|                      |                      | Abdelaziz Bott           |        | 50e |  |
| Entraîneur :         |                      |                          |        |     |  |
|                      | Abdelkader Maatallah |                          |        |     |  |
| Directeur Technique: |                      |                          |        |     |  |
|                      | Amar Rouaï           |                          |        |     |  |

| Gardien de but | 1             | Hassan Mandoun         | Averti       |  |  |
|                | 3             | Khalid Moussalik       | Averti       |  |  |
|                | 5             | Hassan Mouahid (c)     | Averti       |  |  |
|                | 4             | Mohamed Madih          |              |  |  |
|                | 8             | Mustapha Khalif        | Carton rouge |  |  |
|                | 9             | Salif Diagne           |              |  |  |
|                | 10            | Fawzi Kadmiri          |              |  |  |
|                | 14            | Bouazza Ould Mou       | Averti       |  |  |
|                | 15            | Mustapha Souhil        |              |  |  |
|                |               | Ahmed Bartal           | Averti       |  |  |
|                |               | Fathi Jamal            |              |  |  |
| Remplaçants :  |               |                        |              |  |  |
|                | 2             | Abdelghani Zerraf      |              |  |  |
|                | 11            | Abderrahim Hamraoui    |              |  |  |
| Gardien de but | 12            | Said Ait Salah         |              |  |  |
|                | 13            | Abdeljalil El-Bouchari |              |  |  |
|                | 16            | Rachid Jabri           |              |  |  |
| Entraîneur :   |               |                        |              |  |  |
|                | Rabah Saâdane |                        |              |  |  |